# Tiefenbach (Illertissen)

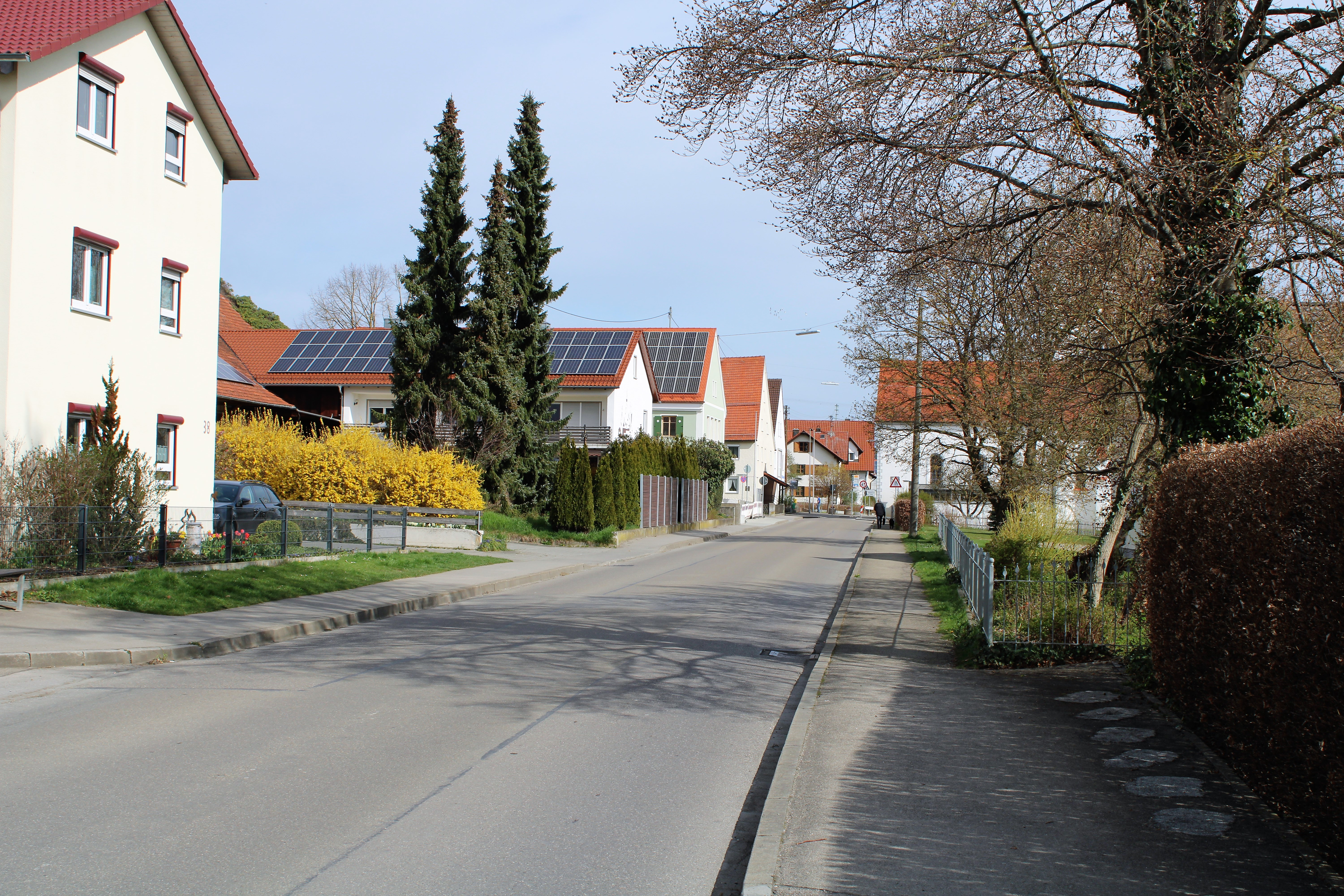
Ortsansicht von Tiefenbach

Die ehemalige Gastwirtschaft zum Löwen, 1955

Tiefenbach ist ein Gemeindeteil der Stadt Illertissen im schwäbischen Landkreis Neu-Ulm (Bayern) mit ca. 2000 Einwohnern.

## Geographie
Das Pfarrdorf liegt circa drei Kilometer nordöstlich von Illertissen am westlichen Hang des Rothtales.

## Geschichte
Urkundlich zum ersten Mal wurde der Ort 1220 als „Tuiffenbach“ erwähnt. Schon 1411 besaß das Dorf eine eigene Kirche, St. Leonhard. Tiefenbach gehörte zur Herrschaft Illertissen. In den Bauernkriegen im 16. Jahrhundert wurde es durch den Bauernführer Michel Streit bekannt.
Die Gemeinde Tiefenbach hatte keine weiteren Ortsteile. Sie wurde am 1. Mai 1978 im Zuge der Gebietsreform in Bayern in die Stadt Illertissen eingegliedert.

## Bevölkerungsentwicklung
Es handelt sich um Einwohnerzahlen nach dem jeweiligen Gebietsstand bis 1970 und ohne die heute zugehörigen Ortsteile. Die Bevölkerungszahl im Ort von 1987 wurde als Gemeindeteil der Stadt Illertissen angegeben. Die Zahlen sind Volkszählungsergebnisse mit Archivierungen des Internetportals Bavarikon des Freistaats Bayern.
| Jahr      | 1871 | 1925 | 1950 | 1970 | 1987 |
| Einwohner | 0323 | 0357 | 0577 | 1067 | 1833 |

## Wirtschaft
Tiefenbach ist heute zum Teil landwirtschaftlich geprägt und ist durch Neubaugebiete eine attraktive Wohngemeinde geworden.
Circa 200 Meter von westlichen Ortsrand entfernt führt die Autobahn A7 vorbei. Sie ist über zwei jeweils circa vier Kilometer entfernte Auffahrten zu erreichen. Die Kreisstraßen NU 9 und NU 19 verbinden Tiefenbach mit den umliegenden Ortschaften.

## Kultur und Sehenswürdigkeiten
- Die katholische Pfarrkirche St. Antonius und St. Leonhard wurde bereits  im 13. Jahrhundert erbaut. Der Turm der Kirche wurde im 14. Jahrhundert errichtet und im spätgotischen Stil im 15. Jahrhundert erweitert. Das Langhaus wurde etwa um 1850 erweitert. Weitere Renovierungsarbeiten folgten im 20. Jahrhundert.

- Das Erwin-Bürzle-Haus in der Graf-Kirchberg-Straße ist die ehemalige Schule von Tiefenbach. Nachdem der ehemalige Bürgermeister und Ehrenbürger von Pfaffenhofen an der Roth Erwin Bürzle 2000 verstorben war, kam das alte Schulhaus an die Vereine des Ortes. Im Jahr 2021 begannen umfangreiche Renovierungsarbeiten des Gebäudes.[3][4]
- Aussegnungshalle und die Friedhofskapelle auf dem Friedhof.

- Gefallenendenkmal an der katholischen Pfarrkirche aus dem Ersten und Zweiten Weltkrieg.

- Steinkreuz aus dem Mittelalter in der Nähe der Pfarrkirche. Das Sühnekreuz befand sich ursprünglich beim Turm der Kirche und wurde 1967 freigelegt.

- Bildstock aus dem 19. Jahrhundert.

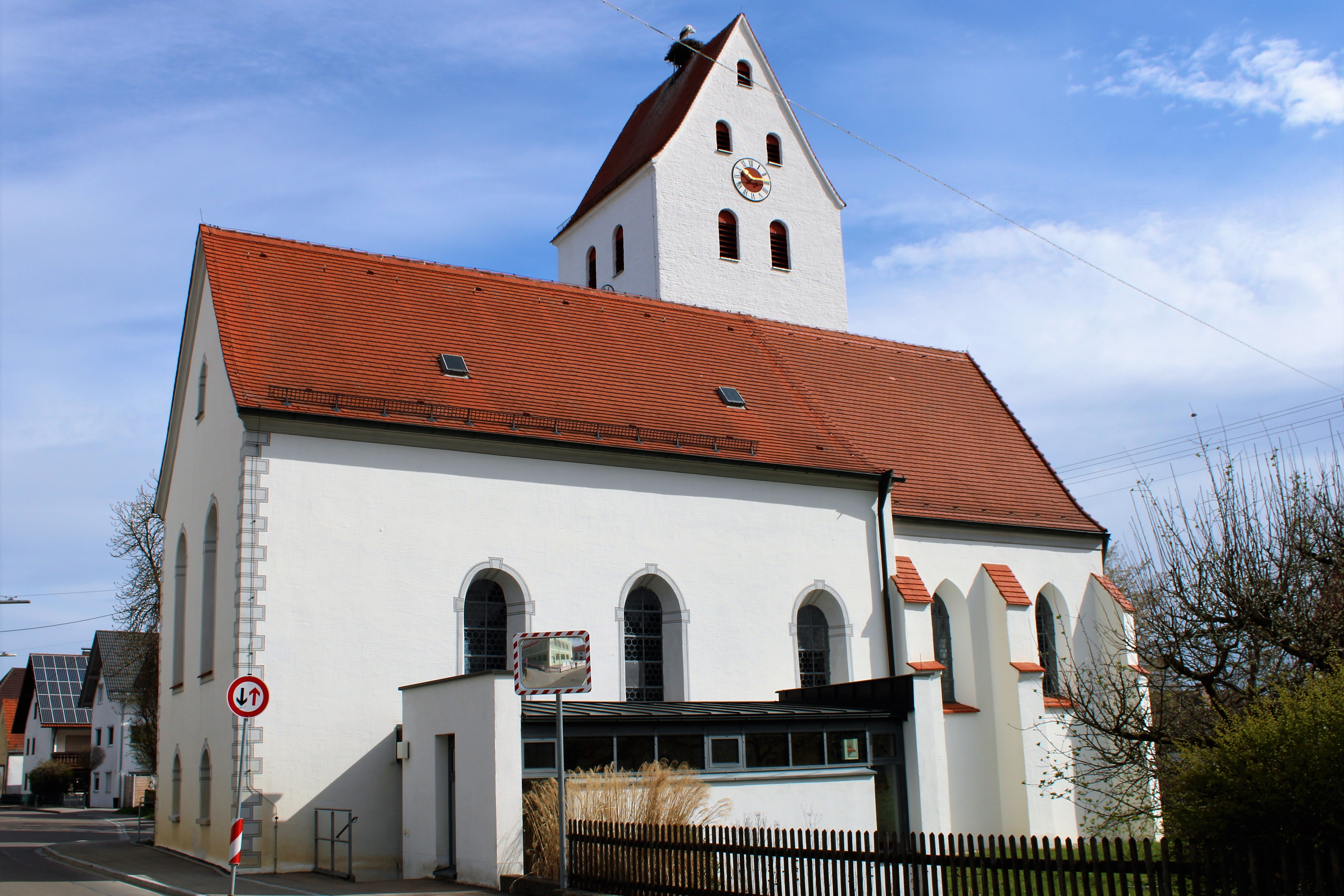
Katholische Pfarrkirche St. Antonius und St. Leonhard
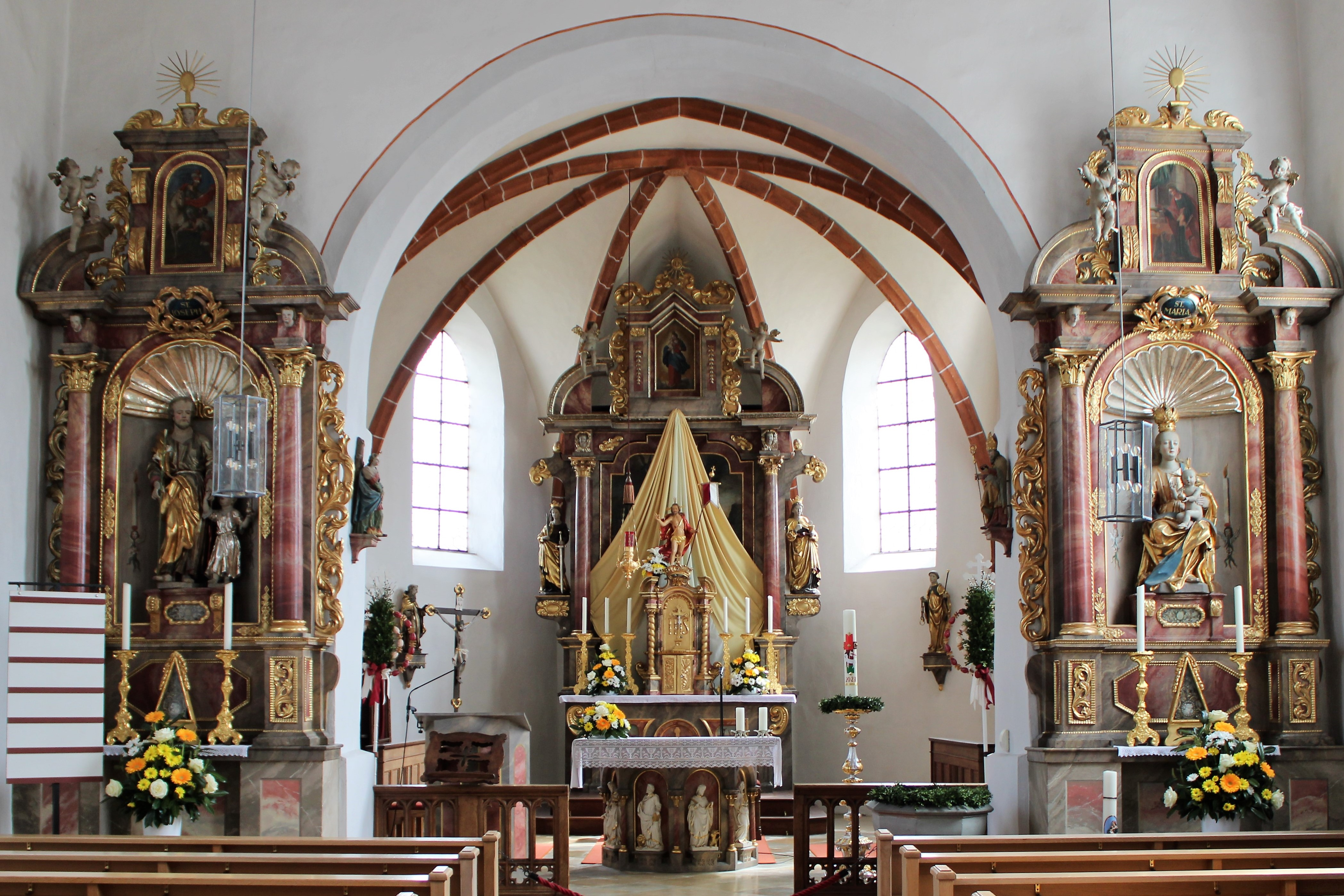
Altar in der Pfarrkirche
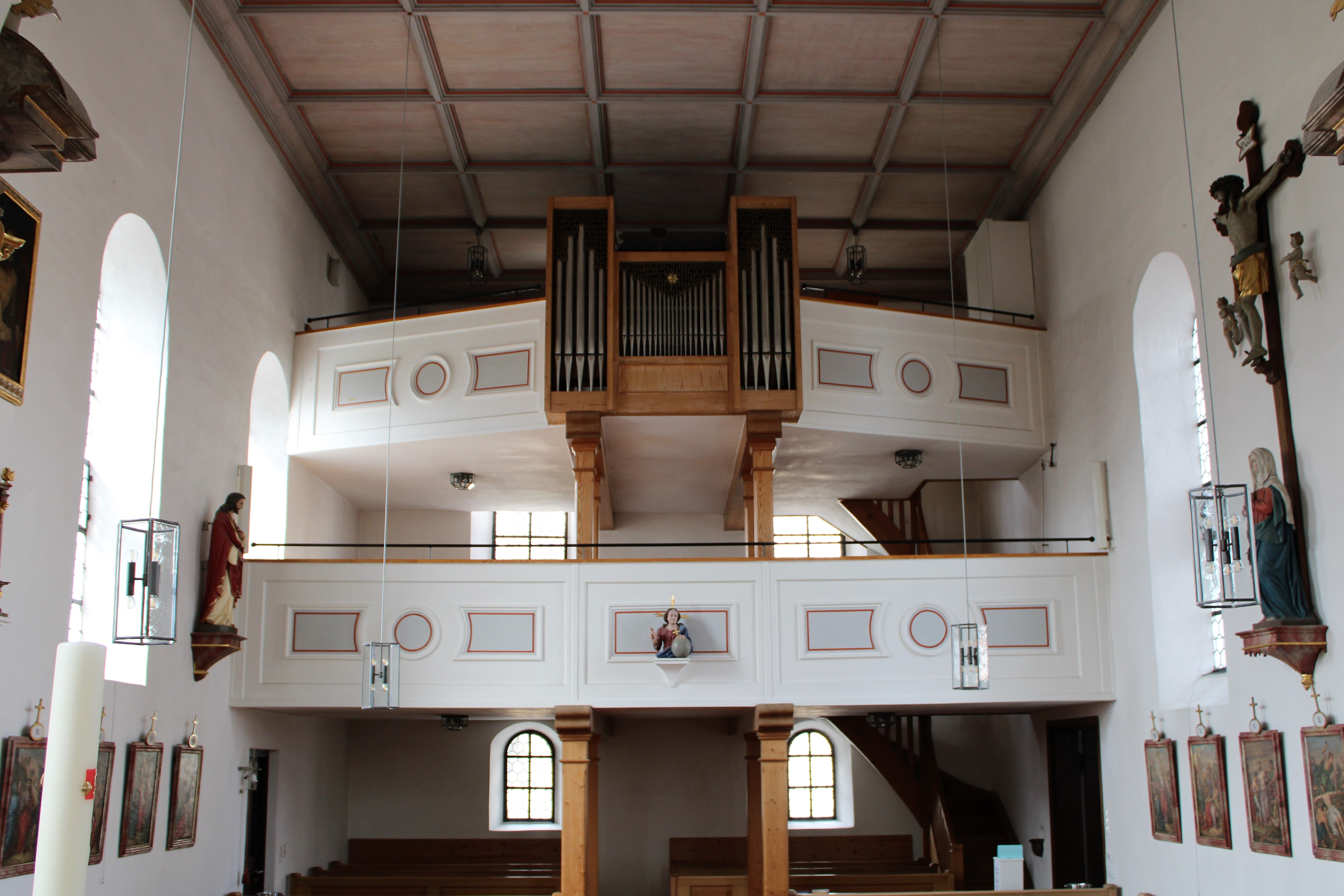
Empore mit Orgel in der Kirche
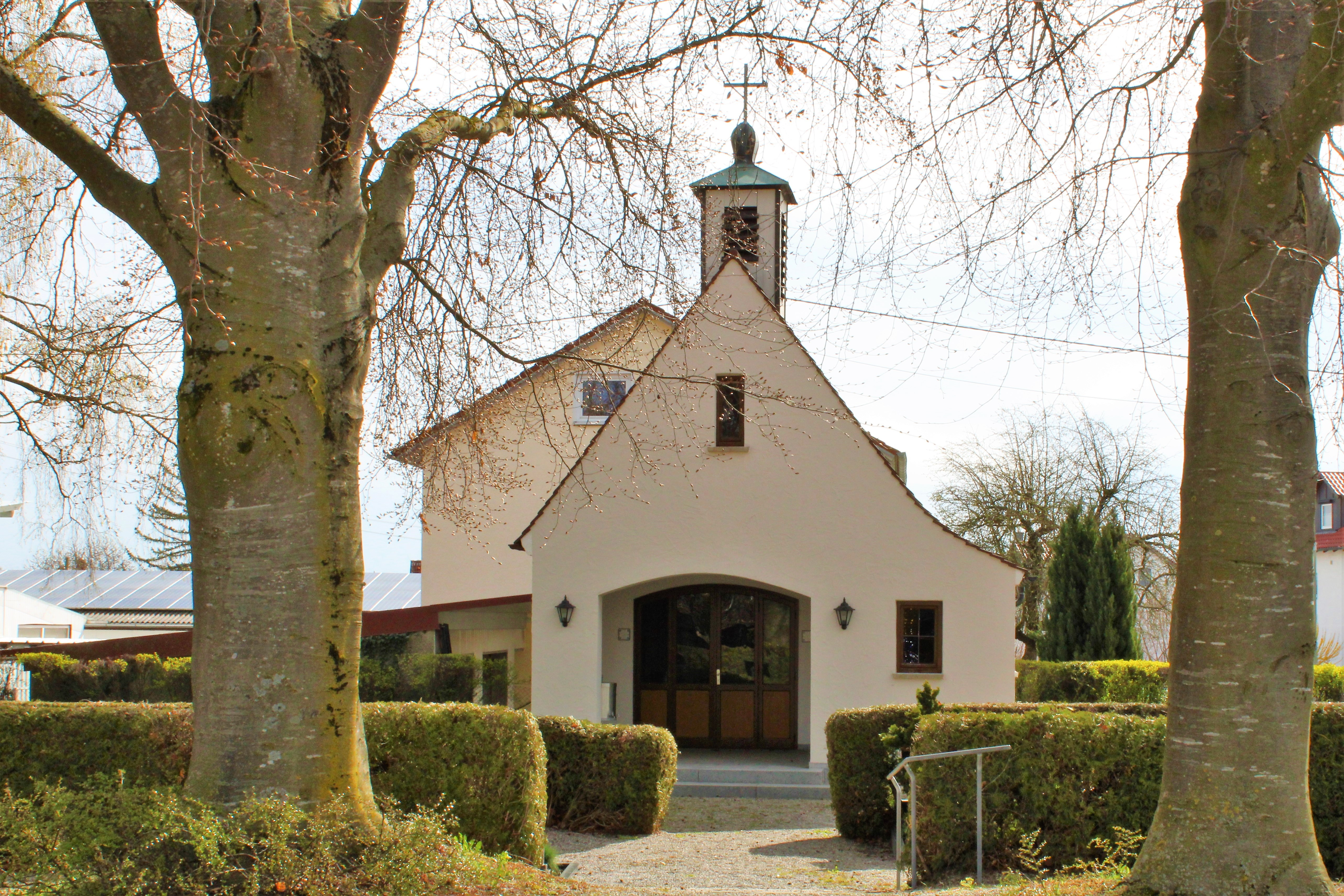
Aussegnungshalle auf dem Friedhof
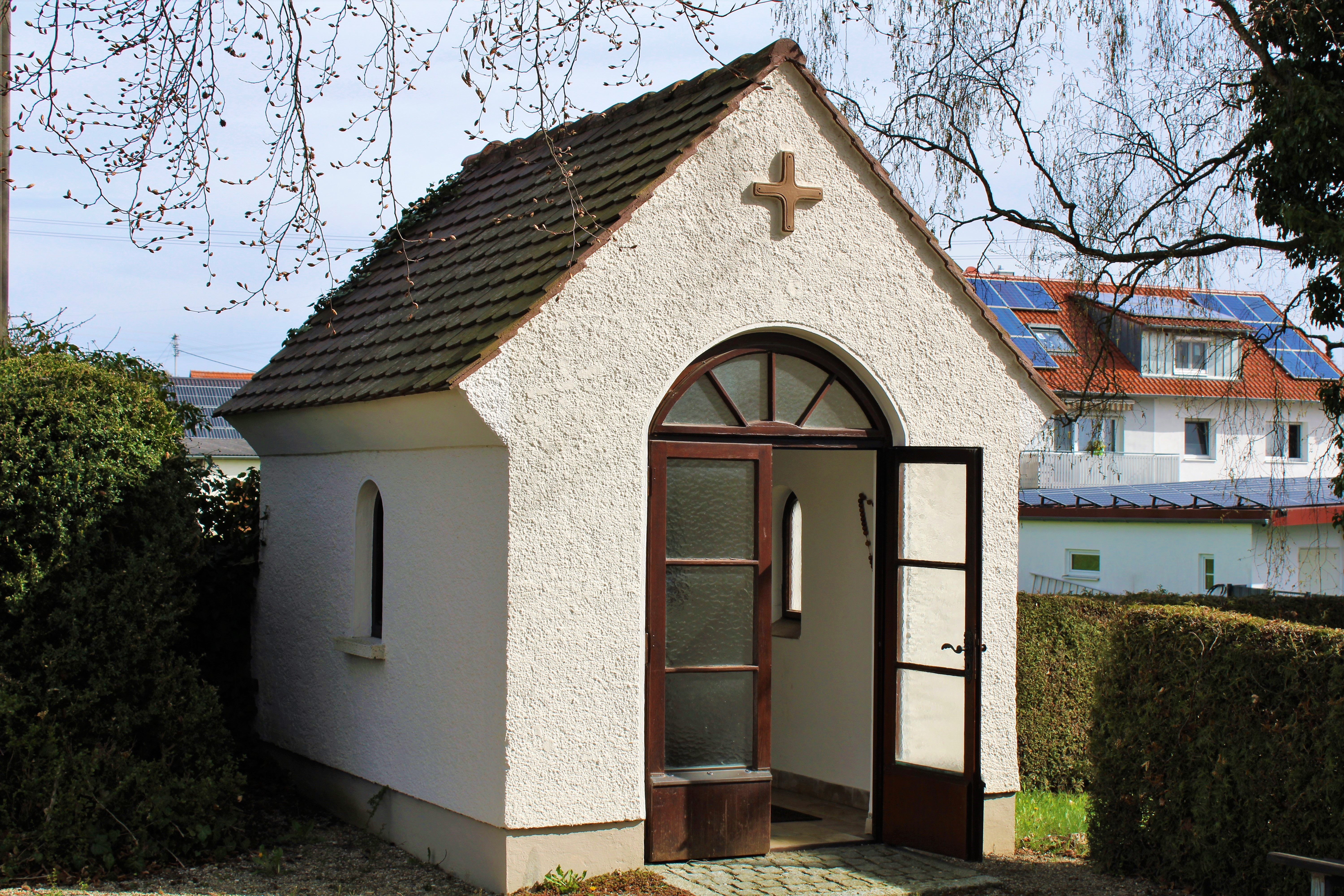
Friedhofskapelle auf dem Friedhof
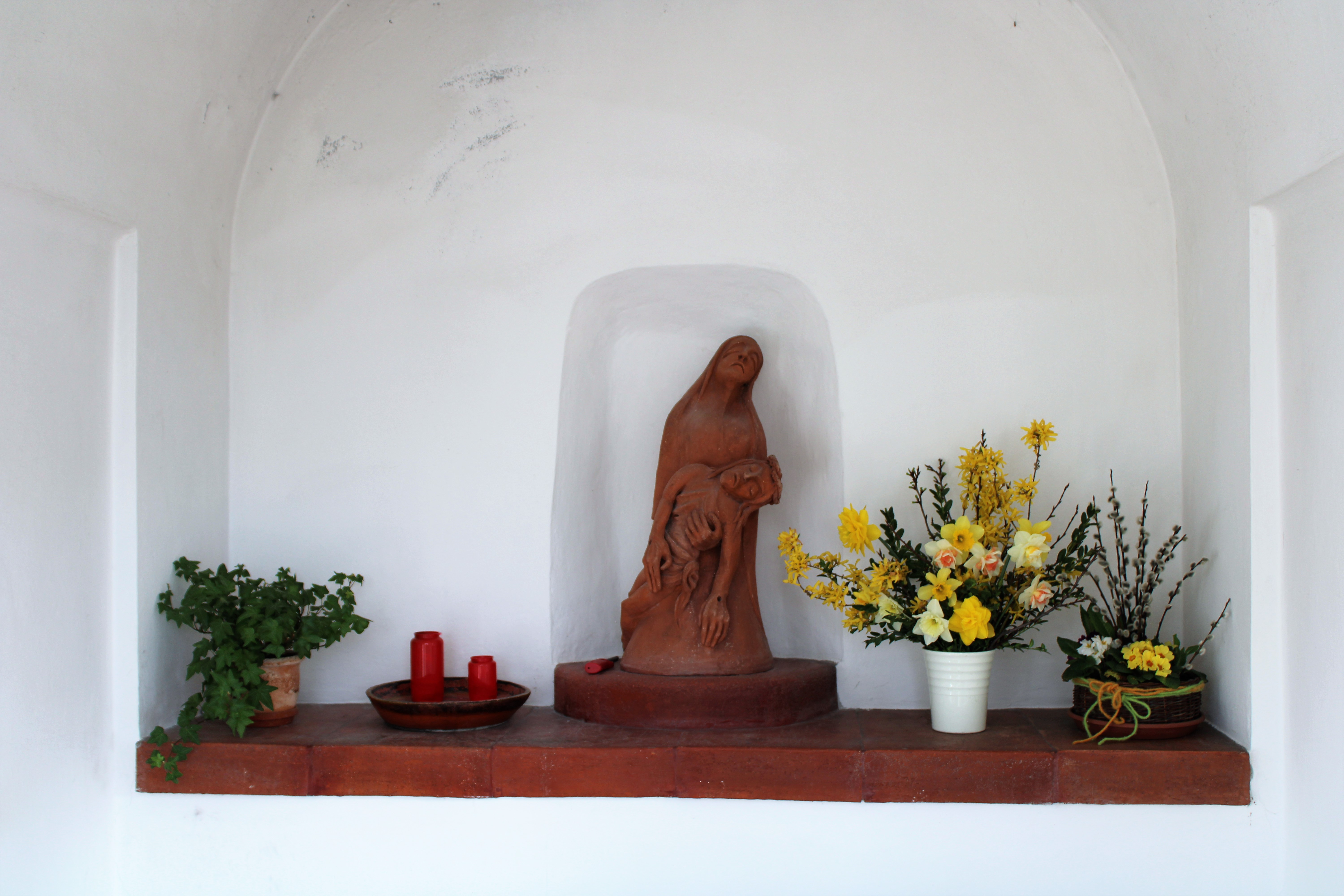
Altar in der Friedhofskapelle
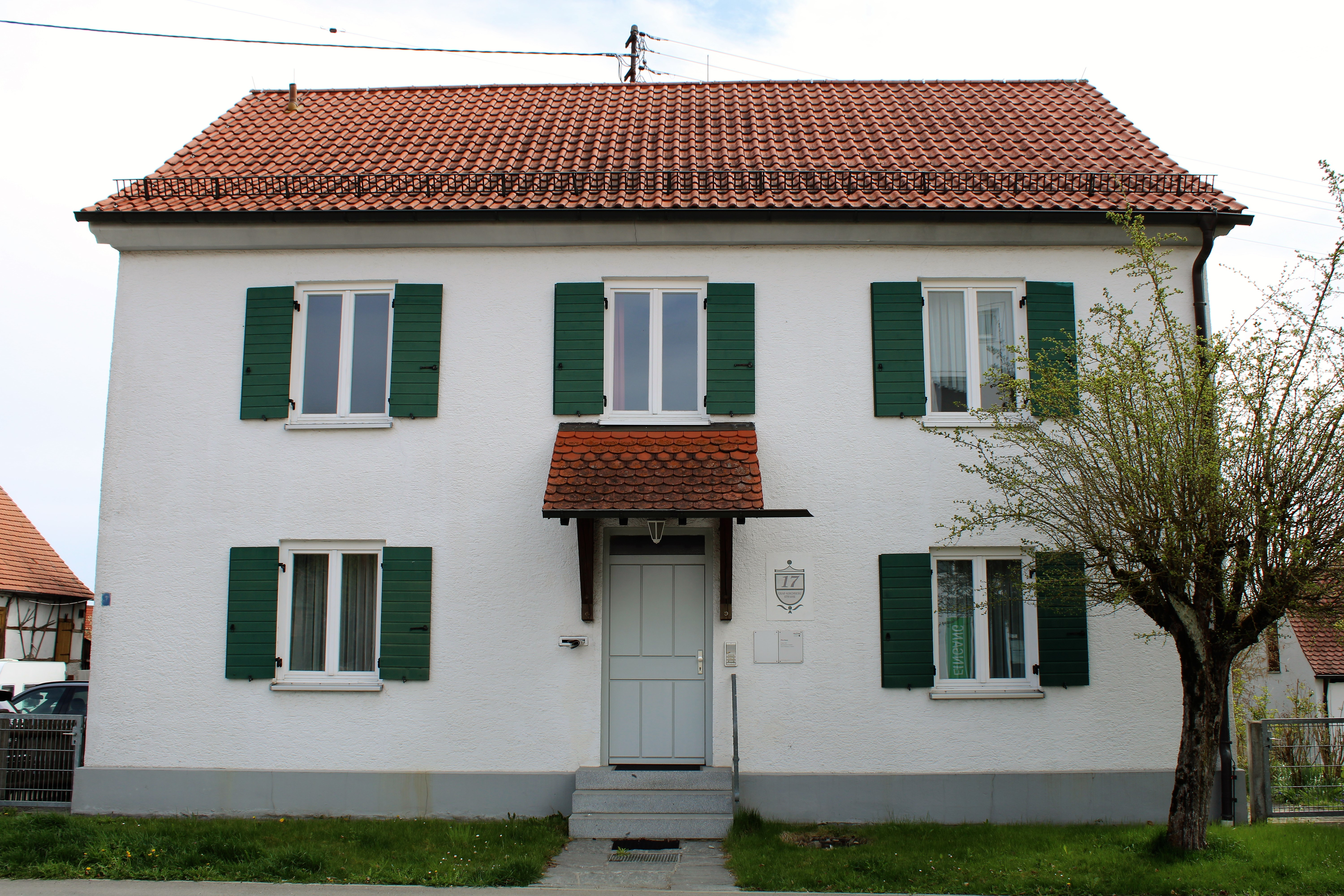
Pfarrhaus in der Graf-Kirchberg-Straße
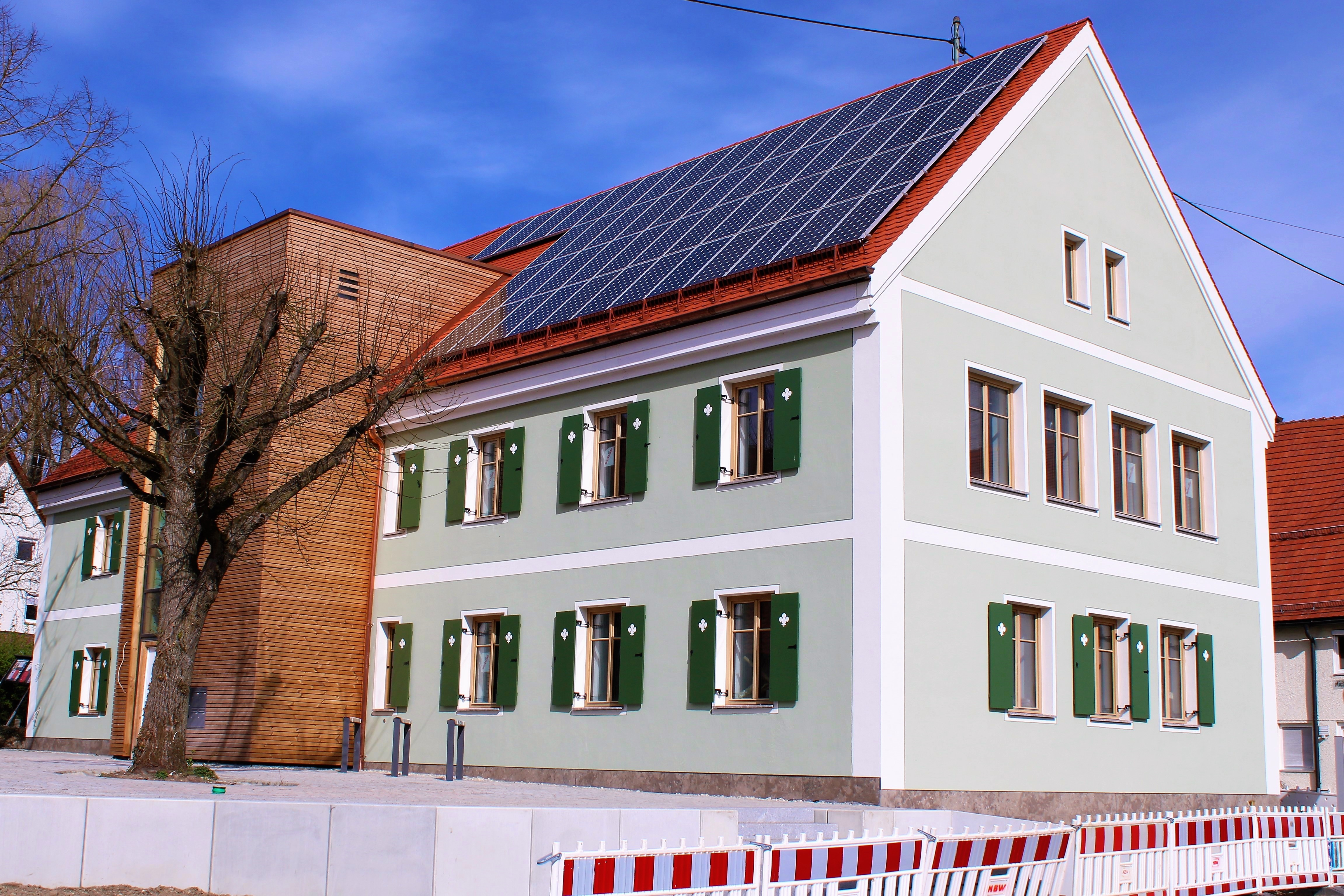
Bürgermeister Erwin-Bürzle-Haus
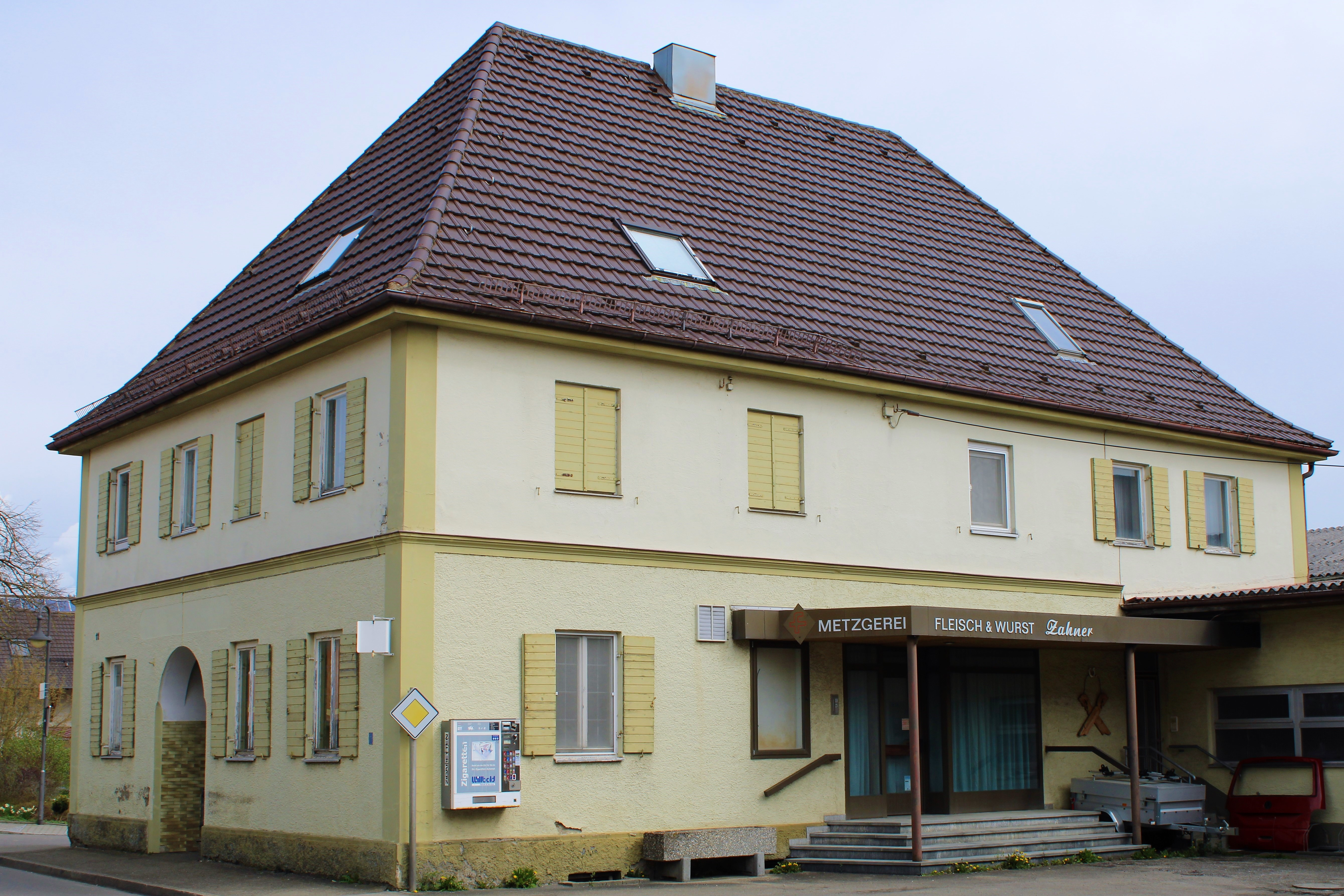
Ehemalige Gastwirtschaft „Zum Löwen“ und spätere Metzgerei im Dorf
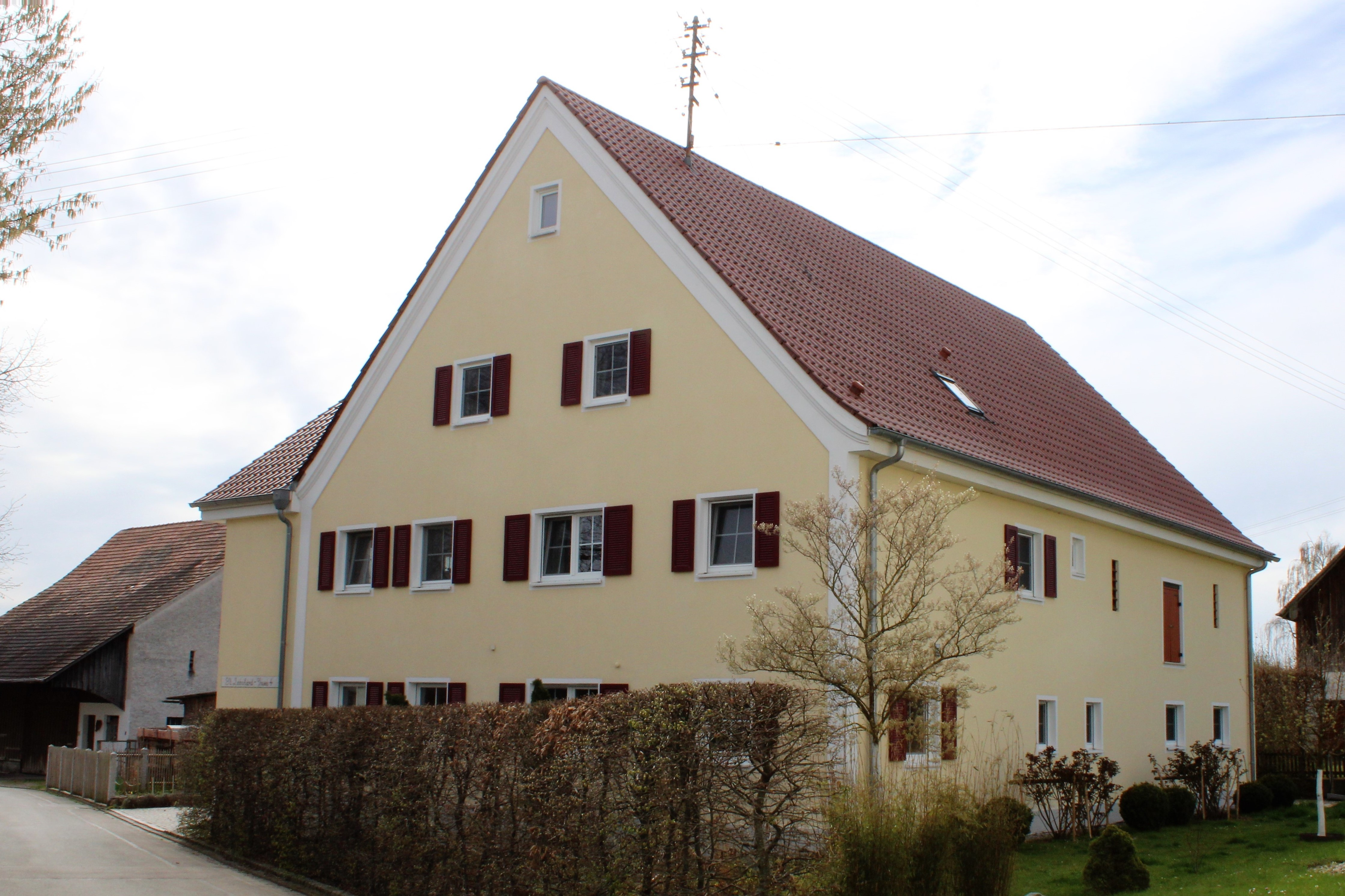
Älteres Bauernhaus
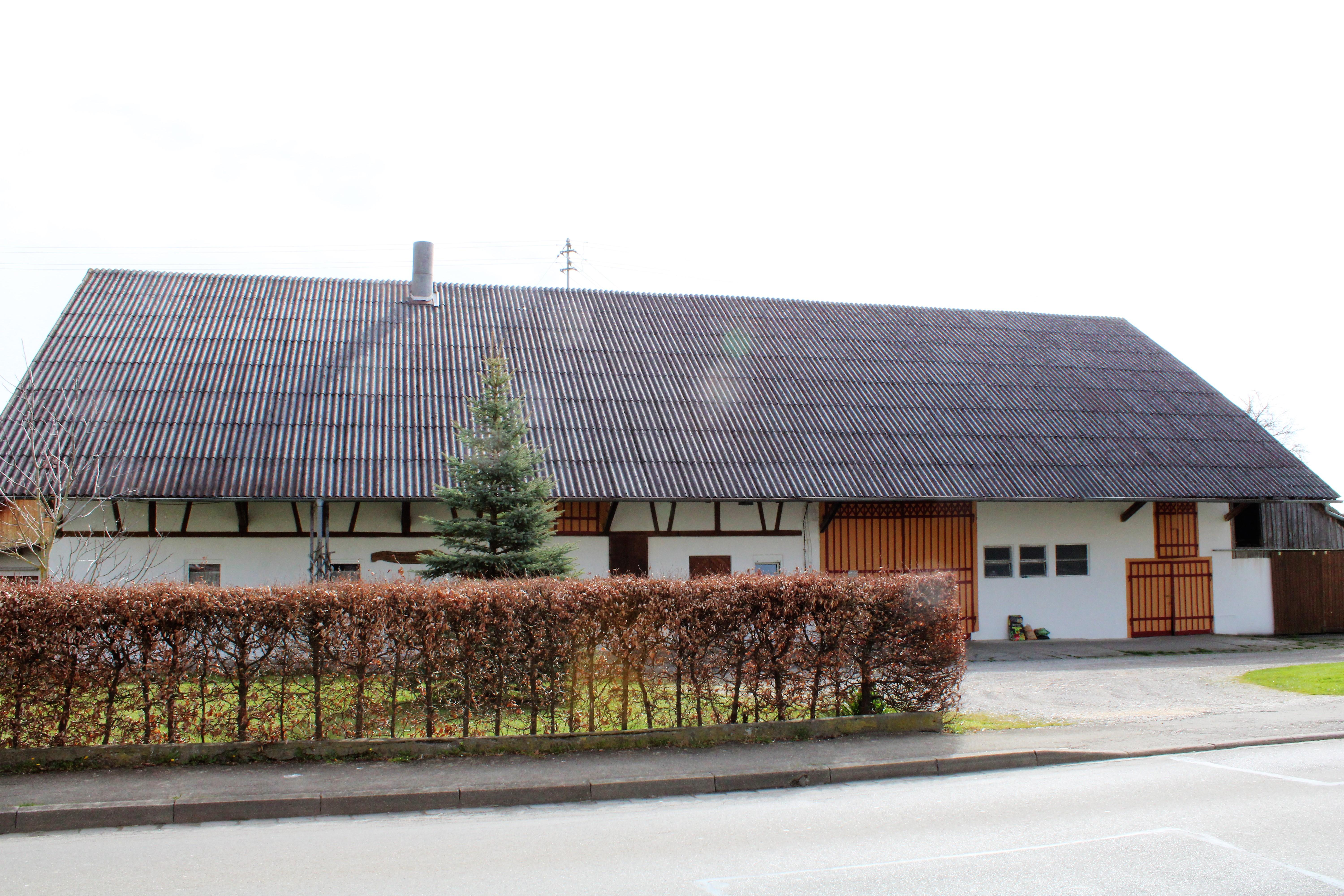
Stall mit Stadel
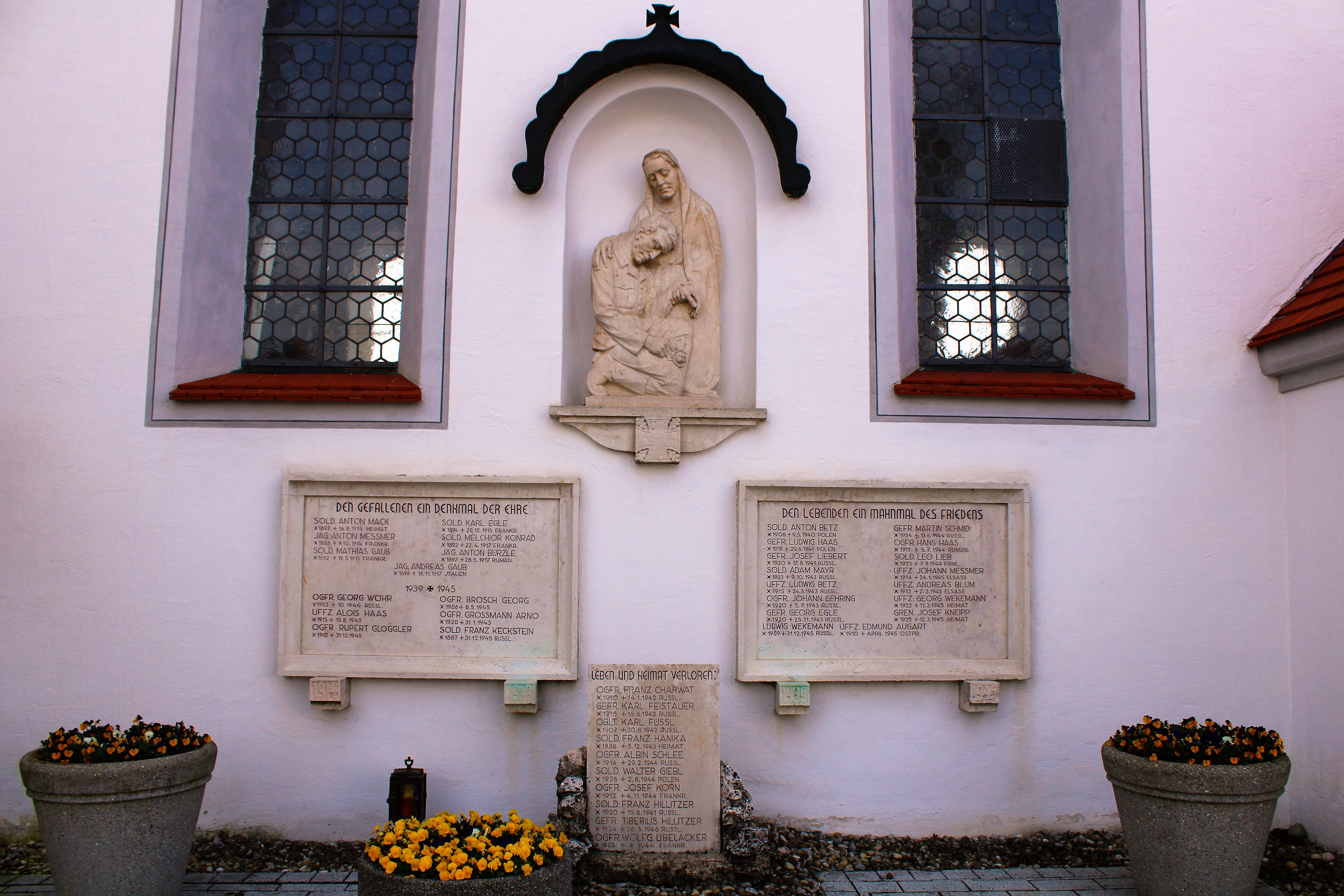
Gefallenendenkmal an der Pfarrkirche
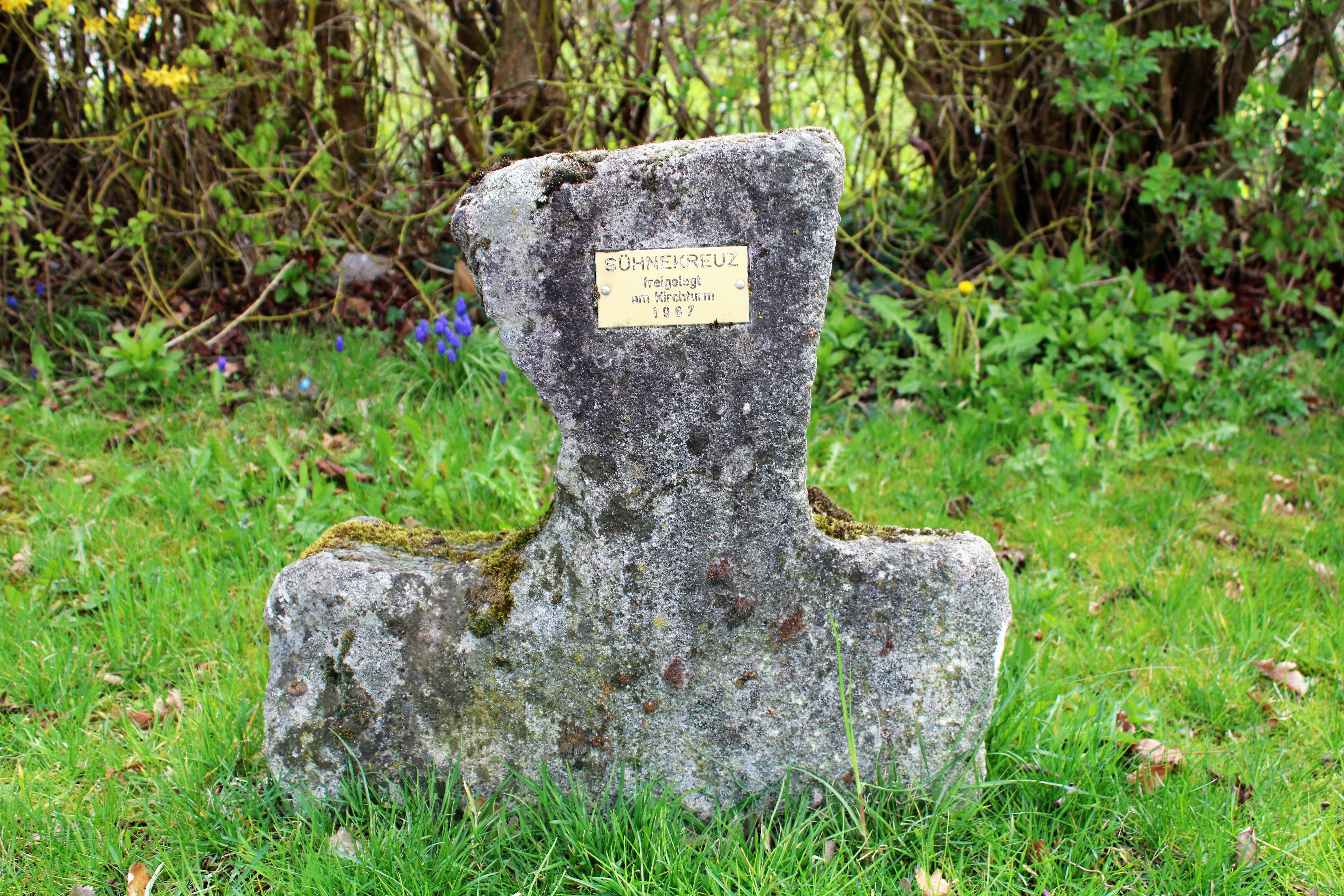
Steinkreuz aus dem Mittelalter

## Bildung

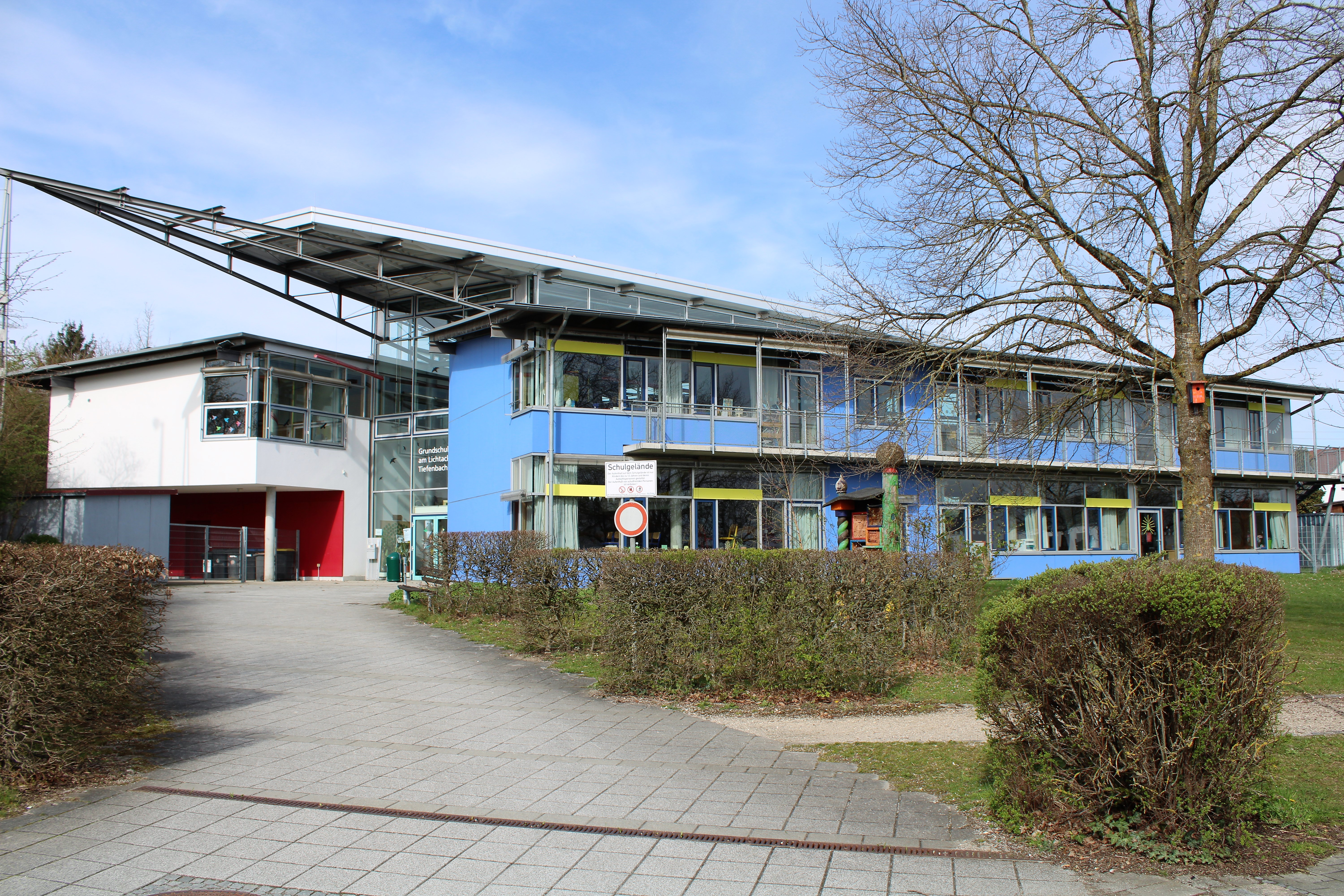
Grundschule in Tiefenbach

- Die Kindertagesstätte St. Antonius liegt am westlichen Ortsrand in Tiefenbach und betreut bis zu 50 Kinder ab 3 Jahren bis zum Schuleintritt.
- Im Dorf befindet sich die Grundschule „Am Lichtacker“ in der Kinder in den Klassen 1 bis 4 unterrichtet werden.

## Sport- und Kulturvereine

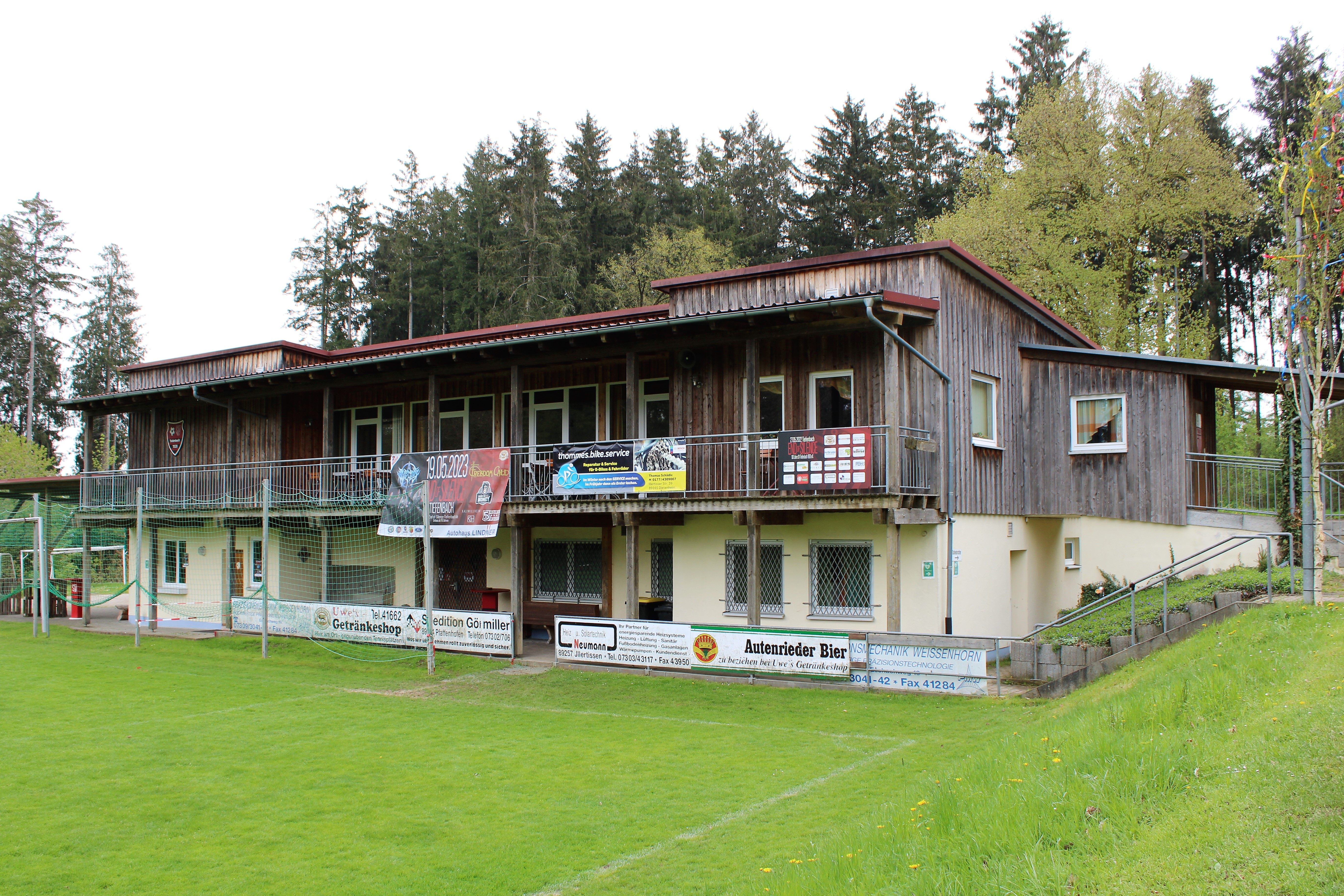
Sportheim

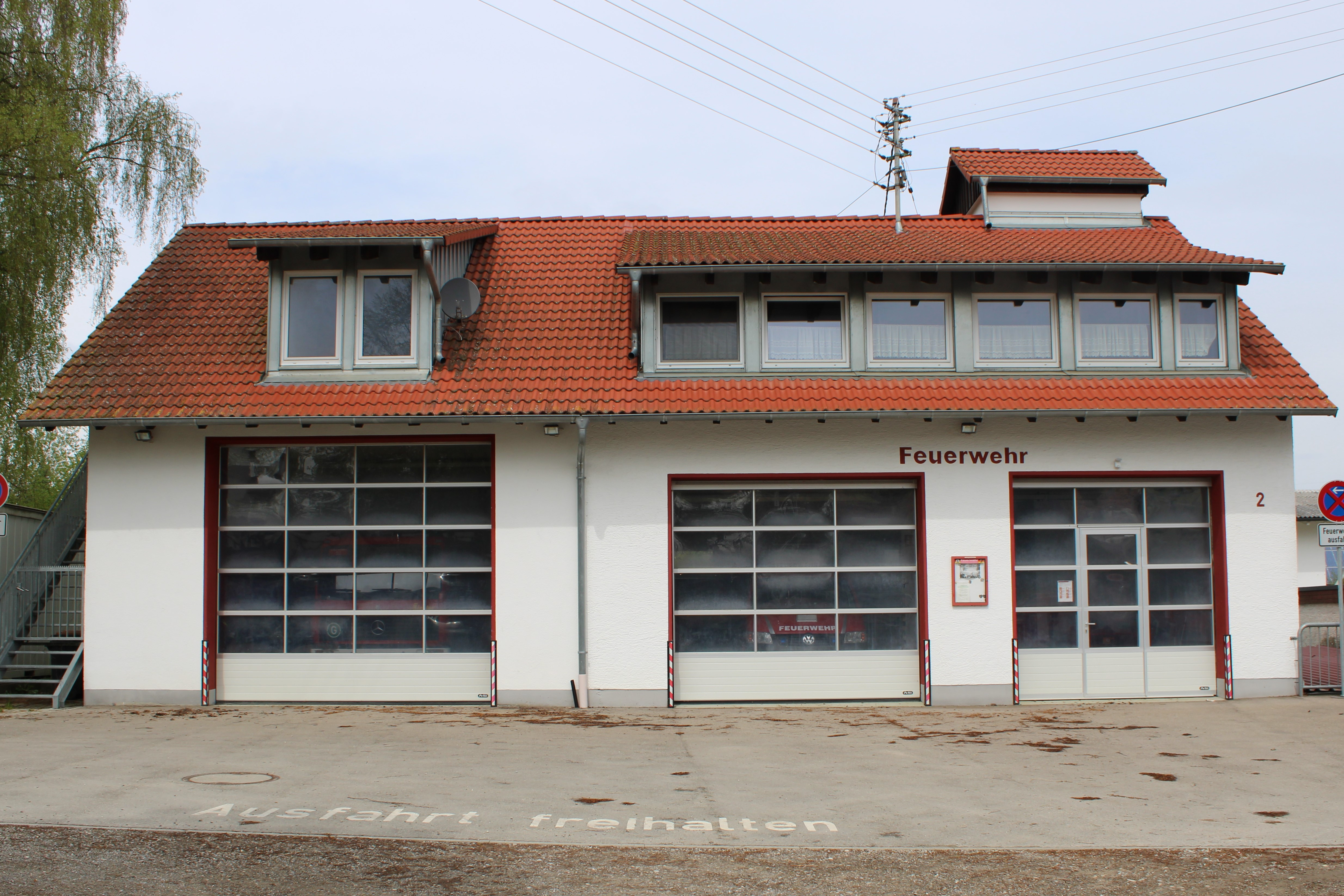
Feuerwehrhaus

- Der Schützenverein 1898 e.V. Tiefenbach ist schon mehr als hundert Jahre alt. Die Gründungsversammlung fand 1898  im Gasthaus „Sonne“ statt. Der Verein wurde vom damaligen Schullehrer Anton Glogger gegründet und hieß zunächst  „Zimmerstutzen-Gesellschaft“.[5]
- Bayerischer Bauernverband Tiefenbach
- Feuerwehrverein Tiefenbach
- Förderverein der Volksschule am Lichtacker Tiefenbach (GS) e.V.
- Iller-Roth-Günz-Sängerkreis
- Jagdgenossenschaft Tiefenbach
- Katholischer Deutscher Frauenbund Tiefenbach
- Musikvereinigung Tiefenbach
- Obst- und Gartenbauverein Tiefenbach e.V.
- Pferdesportgemeinschaft Tiefenbach e. V.
- Singgemeinschaft Tiefenbach e.V.
- Soldaten- und Kameradschaftsverein Tiefenbach
- Sportverein Tiefenbach 1920 e.V.
- Tennisclub Tiefenbach e.V.
- Turn- und Sportverein Tiefenbach e. V.
- Vereinsring Tiefenbach e. V.